# Ponte Tresa
Ponte Tresa is een plaats en voormalige gemeente in Zwitserland en behoort tot het kanton Ticino.
De plaats ligt op de Zwitsers-Italiaanse grens, op het punt waar de rivier de Tresa het Meer van Lugano verlaat richting Lago Maggiore. Ponte Tresa is door de douane en brug over de Tresa gescheiden van het Italiaanse Lavena Ponte Tresa.
Vanaf 19 april 2021 is de gemeente Ponte Tresa onderdeel geworden van de gemeente Tresa; een samenvoeging van 4 voormalige gemeentes, te weten; Ponte Tresa, Croglio, Sessa en Monteggio. Tot dan was de gemeente Ponte Tresa de gemeente met het kleinste oppervlak van Zwitserland.
Ponte Tresa heeft een treinverbinding met Lugano die wordt beheerd door de "Ferrovie Luganesi". Gedurende het zomerseizoen zijn er bootverbindingen met onder andere Morcote, Porto Ceresio en Lugano.

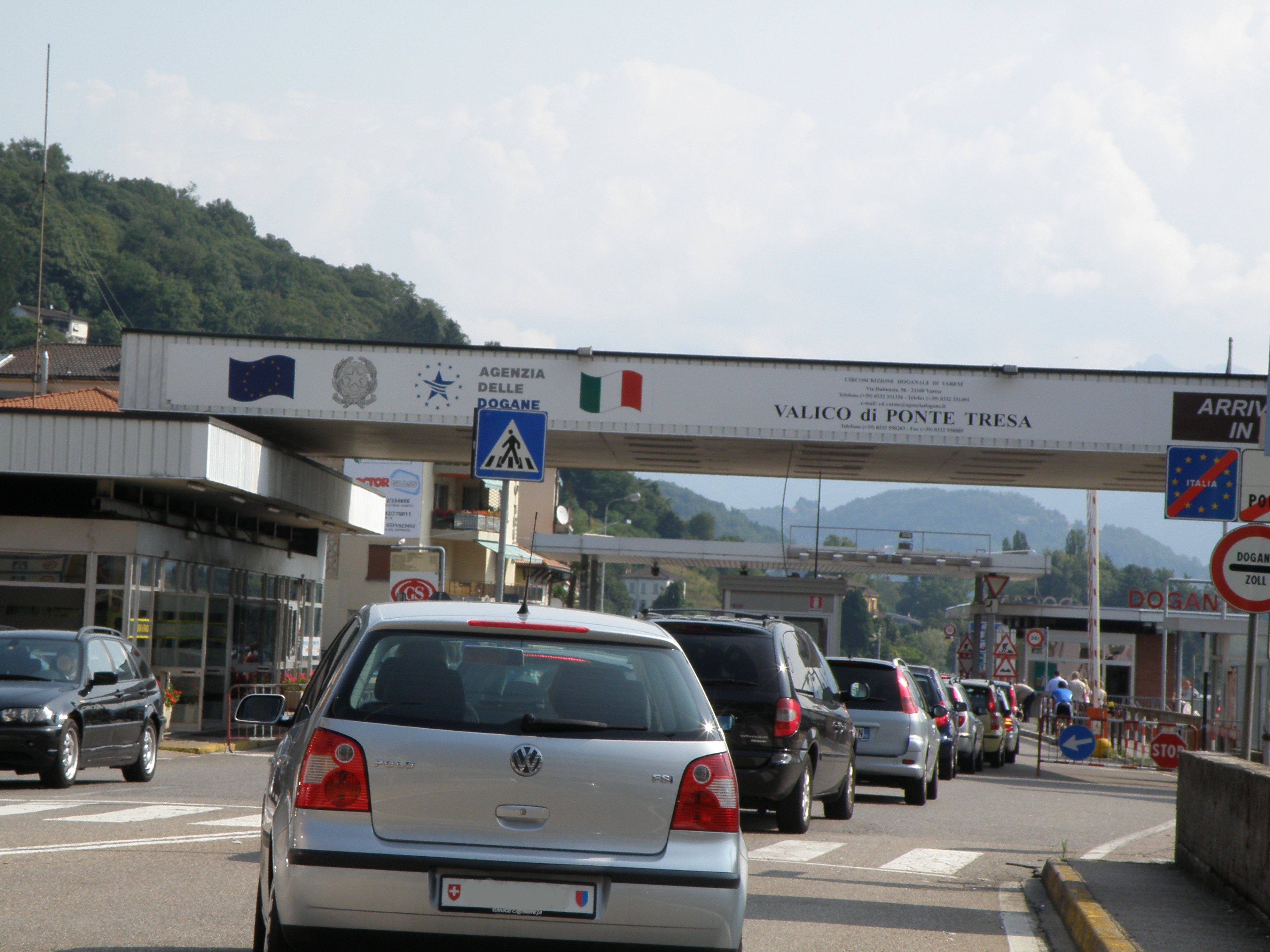
Grens Italië - Zwitserland in Lavena Ponte Tresa (Lavena Ponte Tresa (I) - Ponte Tresa (CH).

Croglio · Monteggio · Ponte Tresa · Sessa
- Gemeinsame Normdatei: 4558131-9
- Historisch woordenboek van Zwitserland: 002198
- Virtual International Authority File: 245406907